# ملايكا ميهامبو
ملايكا ميهامبو (بالألمانية: Malaika Mihambo)‏ (مواليد 3 فبراير 1994) هي لاعبة ألعاب قوة ألمانية تخصص قفز طويل،فازت بذهبية بطولة العالم في 2019.
والدتها ألمانية ووالدها تنزاني من جزيرة زنجبار. ودرست العلوم السياسية في جامعة مانهايم.

## روابط خارجية
- ملايكا ميهامبو على موقع الاتحاد الدولي لألعاب القوى (الإنجليزية)
- ملايكا ميهامبو على موقع الاتحاد الألماني لألعاب القوى (الألمانية)
- ملايكا ميهامبو على موقع الدوري الماسي (الإنجليزية)
- ملايكا ميهامبو على موقع اللجنة الأولمبية الدولية (الإنجليزية)
- ملايكا ميهامبو على موقع أوليمبيديا (الإنجليزية)
- ملايكا ميهامبو على موقع اللجنة الأولمبية الألمانية (الألمانية)